# Olga Niziołek
Olga Niziołek – polska pisarka i tłumaczka z języka angielskiego oraz niderlandzkiego. Jest członkinią Śląskiego Klubu Fantastyki. 

## Nagrody
W 2023 była nominowana również do Nagrody im. Macieja Parowskiego. Dwukrotnie zdobyła nominacje do Nagrody Zajdla: za opowiadanie Sześć wskazówek, jak biegać w ciemnościach (2021) oraz za swoją debiutancką powieść, Dzieci jednej pajęczycy (2024). Jej debiutancka powieść zdobyła również nominację do Nagrody im. Jerzego Żuławskiego, a także do nagród miesięcznika „Nowa Fantastyka” w kategorii Polska Książka Roku. 

## Twórczość

### Powieści
- Dzieci jednej pajęczycy (Powergraph, 2024)

### Opowiadania
- Wiedźma i filozof („Nowa Fantastyka” 09 (408) 2016)
- Wszystkie upadki Ans Wortel („Esensja”)
- 5 powodów, aby pokochać siebie (Szortal)
- Mrok zabije wieloryba (w antologii Ścieżki wyobraźni: Zabawa w Boga, Śląski Klub Fantastyki, 2017)
- Tłumacze odlatują na zimę do ciepłych krajów („Silmaris” 3 (10) 2018)
- Chmury i monety („Creatio Fantastica” 2 (59) 2018)
- Mieszkańcy (w antologii Ścieżki wyobraźni: Rozstaje, Śląski Klub Fantastyki, 2019)
- Szarość, odcień czerni (w antologii Umieranie to parszywa robota, Fantazmaty, 2019)
- Ogród rozkoszy ziemskich (w antologii Tęczowe i fantastyczne, GW Alpaka, 2020)
- Włosy (w antologii Noworudzkie powidoki, 2020)
- Zabijasz smoka w lochu, mówisz („Nowa fantastyka” 3 (486), 2023)
- Otulina nosogardzieli (Sny umarłych. Polski rocznik weird fiction, 2022)
- Studnia kotów (w antologii: Tarnowskie Góry Romantycznie; Almaz, 2022)
- Atlas chwastów (w antologii: PoznAI przyszłość. Opowiadania o umyśle i nauce; Powergraph, 2024)

### Tłumaczenia
- Mary Shelley. Narodziny Frankensteina, Anne Eekhout (Marginesy, 2024)
- Kocham cię i cię widzę. Przewodnik po miłości, Lieven Migerode (Oficyna Związek Otwarty, 2023)
- Hormony rządzą. Jak hormony kształtują twoje życie od narodzin do śmierci, Max Nieuwdorp (Otwarte, 2023)
- Pokrewni, Peter Watts (w antologii: Obcość; Zapomniane Sny, 2023)
- Minjan. Moje spotkania z ortodoksyjnymi Żydami, J.S. Margot (Czarne, 2023)
- Rozcierki z ziemi, Charlotte van den Broeck (Biuro Literackie, 2023)
- IHS - In Hollandia Suburbia, Guido van Driel (timof comics, 2023)
- Fabryka plotek. Wywiad PRL a Belgia, Idesbald Goddeeris (Wydawnictwo Uniwersytetu Jagiellońskiego, 2023)
- Powrót pszczołojada, Aimée de Jongh (Lost In Time, 2022)
- Człowiek zalękniony. Moja podróż do źródeł lęku, Daan Heerma van Voss (Słowne, 2022)
- Papa Zoglu, Simon Spruyt (timof comics, 2022)
- My, człowiekowate, Frank Westerman (Agora, 2022)
- seria Świat Dryftu t. 1-3, Ken Broeders (Lost In Time, 2021)
- Jest zabawa, Brecht Evens (timof comics, 2020)
- Cycki. Czuła biografia piersi, Corien van Zweden (Mova, 2020)
- Passe-partout, Astrid Harrewijn (Storytel Original, 2018) razem z Iwoną Mączką
- Krew z krwi, Pieter Bart Korthuis (Replika, 2016)